# Notepad
Ноутпед (енгл. Notepad) је прости уређивач текста који се испоручује са Microsoft Windows-ом још од верзије 1.0 1985. године.
Ноутпед искоришћава уграђену Windows класу назначену са "EDIT".
Ноутпед је један од најобичнијих уређивача само за текст. Резултујући фајлови - типично сачувани са .txt екстензијом - немају тагове за формат нити стилове, па је програм добар за мењање системских фајлова који се користе у DOS окружењу. Ноутпед може да мења фајлове скоро било ког формата; међутим, не понаша се према фајловима Јуникс стила како треба.
Ране верзије Ноутпеда су пружале само најосновније функције, као што је проналажење текста. Новије верзије Windows-а укључују ажурирану верзију Ноутпеда са фунцијом за претрагу и замену текста. Код старијих верзија, као што су оне које су се испоручивале са Windows-а 95, 98, ME и 3.1, постоји 64-килобајтна граница за величину фајла који се мења, што у ствари представља границу EDIT класе оперативног система.
Првобитно је Fixedsys био једини фонт доступан у Ноутпеду, све до Windows-а 95. Од Windows-а NT 4.0 и Windows-а 98, постоји могућност да се овај фонт промени. У Windows-у 2000, подразумевајући фонт је промењен на Lucida Console.
У верзијама Windows-а базираним на Windows NT-у, Ноутпед може да мења традиционалне осмобитне текстуалне фајлове као и Уникод текстуалне фајлове (и UTF-8 и UTF-16).
За много употреба, Ноутпед је у Windows-у замењен ВордПадом или било којим текстуалним процесором, као што је Мајкрософт Ворд. Међутим, Ноутпед је далеко бржи и лакши за употребу од ВордПада или Мајкрософт Ворда ма колико заостао у напредним алатима које поседују ови други програми.
Ноутпед је, до скоро, био програм само за Windows, али сада може да се покреће и на оперативном систему отвореног кода ReactOS. Програм укључен са ReactOS је изведен из WINE-а и софтвер је отвореног кода лиценциран под ГНУ Мањом општом јавном лиценцом.
Трећа лица су направила многе слободне замене за Ноутпед које имају додатне могућности, као што су TED Notepad, EditPad Lite, Notepad++ и Notepad2.